# El Asnam
El Asnam (em árabe: الأصنام) é uma cidade e comuna localizada na província de Bouira, Argélia. Segundo o censo de 2008, a população total da cidade era de 13 213 habitantes.